# Sheppardia
Sheppardia és un gènere d'ocells de la família dels muscicàpids (Muscicapidae).

## Taxonomia
Segons la Classificació del Congrés Ornitològic Internacional (versió 12.1, 2022) aquest gènere està format per 10 espècies:
- Sheppardia aequatorialis - Rossinyol equatorial.
- Sheppardia aurantiithorax - Rossinyol de Rubeho.
- Sheppardia bocagei - Rossinyol de Bocage.
- Sheppardia cyornithopsis - Rossinyol pit-rogenc.
- Sheppardia gabela - Rossinyol de Gabela.
- Sheppardia gunningi - Rossinyol de Gunning.
- Sheppardia lowei - Rossinyol d'Iringa.
- Sheppardia montana - Rossinyol dels Usambara.
- Sheppardia poensis - Rossinyol cuacurt.
- Sheppardia sharpei - Rossinyol de Sharpe.

Tanmateix, en el Handook of the Birds of the World i la quarta versió de la BirdLife International Checklist of the birds of the world (desembre 2019), es comptabilitzen 11 espècies, doncs es segueix un altre criteri taxonòmic, amb la següent divergència:
- El rossinyol alagrís (Cossypha polioptera) és considerat dins del gènere Sheppardia (S. polioptera).